# Torymus fischeri
Torymus fischeri is een vliesvleugelig insect uit de familie Torymidae. De wetenschappelijke naam is voor het eerst geldig gepubliceerd in 1921 door Ruschka.